# لوف منقط
لوف منقط (الاسم العلمي:Arum punctatum) هو نوع غير مؤكد من النباتات يتبع جنس اللوف من الفصيلة اللوفية.